# Byttneria rubriflora
Byttneria rubriflora är en malvaväxtart som beskrevs av Arenes. Byttneria rubriflora ingår i släktet Byttneria och familjen malvaväxter. Inga underarter finns listade i Catalogue of Life.